# Filius philosophorum

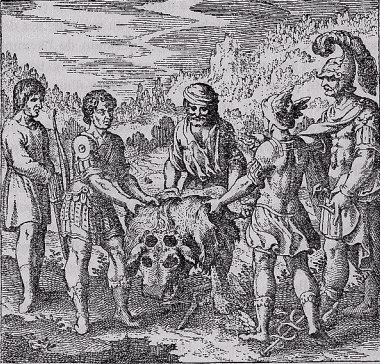
Raffigurazione di Orione tripater

Il filius philosophorum è un simbolo alchemico.
Nel Mysterium coniuctionis, Carl Gustav Jung cita il filius come archetipo del giovane che funge da raccordo tra Superiore e Inferiore, non già di matrice divina, ma piuttosto come emanazione della Natura stessa, differenziandosi quindi dalle caratteristiche archetipiche del Cristo. Da alcuni studiosi viene accostato per analogia semantica al concetto di lapis philosophorum (pietra filosofale) e inserito nelle fasi o negli esiti correlati alla Grande Opera. In questo ambito vi si riferisce anche come incesto filosofale e come pratica di coniunctio oppositorum.
Un esempio di filius philosophorum nel contesto mitologico latino è il gigante cacciatore Orione, figlio di Giove, Nettuno e Mercurio e perciò definito tripater.